# デビリーマン
『デビリーマン』は、福田健太郎による日本の少年漫画。『週刊少年ジャンプ』（集英社）にて2015年26号から42号まで連載された。全16話。単行本は全2巻。第9回ジャンプ金未来杯のグランプリ受賞作で、福田の漫画家デビュー作でもある。週刊少年ジャンプ2014年36号に読み切り版が掲載されていた。
本項では連載版について説明する。
自らが持つ能力を人間に貸与する代わりに、契約者の年収50%を貰い受けるサラリーマンの悪魔を描く物語。万年平社員の悪魔マドギワーはノルマ達成のため、ひょんなことから7歳の子供と契約してしまう。マドギワーの能力を得た少年は、その力を駆使し荒稼ぎを始めるが、様々な悪党とぶつかり合う。

## 登場人物

### 主要人物
平 和（たいら あえる）
本作の主人公。7歳。ボールのような帽子をかぶっている少年。悪魔的な頭脳の持ち主。なぜか両親がおらず、ホームレス生活を送っていた。マドギワーから「握手した相手の犯した罪を見る能力」を与えられ、この能力を駆使して金を荒稼ぎする。最終話ではマドギワーが用意した流れ星の代金でわざと破産し、マドギワーが定年退職してからも一緒にいられるようにすることと地獄でも荒稼ぎすることを目的として、自らマドギワ―に捕食された。
マドギワ―
人間に悪魔の能力を売ることを仕事とする、悪魔のサラリーマン。心が悪に満ちた人物にしかその姿を見ることができない。昔は優秀な営業マンであったが、物語開始時点ではリストラにおびえる窓際社員。2本に分けてセットした髪、胴体と同じほど膨らんだ肩、長い腕と、悪魔らしい異形である。根は優しく小心者であがり症であり、緊張すると汗をかく。その挙動不審がちな態度が見た目とあいまって人間たちを怖がらせる。体を縮めて和の服に入り込むことが可能。最終話では定年退職を迎えて人間界を去ったが、和がわざと自己破産したことによって定年後も和とコンビを組み続け、悪魔界で荒稼ぎすることになった。
久留里 るり（くるり るり）
18歳の新米女性警察官。胸が大きくスタイルが良い。正義感が強くて優しいがドジで騙されやすい。住む家のない和を自宅に引き取って面倒を見ている。平和に握手されても、「姉のプリン盗み食い」程度の罪しか出てこない。仰海の能力によって警察官をやめる羽目になった。

### 悪人たち
四導 士郎（しどう しろう）
偽神父で霊感商法の行い手。和によって信者の前でインチキを暴かれる。
仰海 仁（ぎょうかい じん）
悪魔の能力の持ち主。「“役”を提示し、相手が了承すると相手がその“役”通りの人間になる能力」という能力で人を操ってひどい仕打ちを楽しんでいる。切れ者である和に興味を持ち、全財産を懸けて勝負する。
美好 清（みよし きよし）
久留里るりの上司で、生活安全課の課長。人気テレビ番組でコーナーを持つ有名人で、市民からの信頼も厚いが、裏では数々の不正を行っている。正義感の強いるりを邪険に扱い、研修試験を不合格にするが、最終的に和によってその極悪非道な裏の顔が公表されてしまい失脚。
雛形 集（ひながた しゅう）
悪魔の能力の持ち主。「他人を小さくする能力」で人間を標本にして売りさばいている。最終的に和に成敗され、警察に逮捕された。
悪魔殺し
かつて悪魔と契約を交わした能力者だが、ある日全財産を失ってしまい、パートナーだった悪魔に殺されかける。交換の能力の使い手だったため、咄嗟に悪魔の凶器と自分の腕を交換し、生き延びた。父もまた同じ悪魔に命を奪われており、自身もこの悪魔になら命を奪われてもよいと覚悟していたが、パートナーの悪魔の「これで売れ残っていた親父と“親子セット”で売れるな」という言葉に絶望。それ以降悪魔に対して強い憎しみを抱いており、悪魔殺しに手を染めるようになる。

### 悪魔
ワン=マン
マドギワーが勤務する、悪魔商社デーモン物産(株)の代表取締役社長。尖った頭に目玉がひとつ付いている。成績不振のマドギワ―に対して、10億円の売り上げを出さないとクビだと宣告。37年前まではマドギワーの部下であり、当時優秀営業マンだったマドギワーを尊敬していた。マドギワ―のサラリーマンとしての再浮上を願っている。
ムッシューダ
仰海仁とコンビを組む悪魔。独り言に加え、登場シーンでのセリフが長いのが特徴。仰海仁が自分を無下に扱うため、平和とマドギワーのような仲の良いコンビに憧れている。
フクリュエーン
常磐万生とコンビを組む悪魔。常磐が吸っているタバコの火を消すと、そのタバコから煙の姿をして現れる。自虐的だが、なぜかいつも楽しそうな変わった悪魔。

### その他
常盤 万生（ときわ ばんしょう）
32歳。和同様悪魔の能力の持ち主。フクリュエーンと5年前に契約を交わし、「探している人・物の場所がわかる」能力を手に入れた。現在はその能力を使い探偵業で稼いでいる。日本人とアイルランド人のハーフ。実質的に唯一和と対決して勝った人物。
富戸 博（とみと ばく）
享年42。マドギワーがかつて契約を交わした人間。「二択のうち、どちらがアタリかを見分ける能力」を買い取り、一躍ギャンブルで大成功。マドギワーの会社での立場も押し上げた。しかし、ある日全財産を失ってしまい、親友のマドギワーに、自分を処分させる苦痛を味わわせたくないと思い、自ら命を絶ってしまう。この時博を捕食しなかったことから、マドギワーは窓際社員に転落した。

## 書誌情報
- 福田健太郎 『デビリーマン』 集英社〈ジャンプ・コミックス〉、全2巻
  1. 「デビリーマン降臨」2015年9月4日発売[3]、ISBN 978-4-08-880541-2
  2. 「さよならデビリーマン」2015年11月4日発売[4]、ISBN 978-4-08-880564-1